# Bob Dechamps
Robert (dit Bob) Dechamps, né à Wangenies le 3 octobre 1914 et mort le 2 juillet 2002 dans un home de Lodelinsart, est un chanteur à succès en langue wallonne.
Il est connu aussi pour ses interventions entre ses chansons (comme plusieurs sketches mettant en scène Djosef).

## Répertoire
Les chansons interprétées par Bob Dechamps provenaient souvent d'autres paroliers et compositeurs, comme:
- François Lemaire (Châlèrwè, qué sale payis)
- Francois Lemaire (Mi dji seus cam'lot)
- Nicolas Boiron (Monsieu del Bourlote)
- Jacques Bertrand (voir ci-dessous)
- François Loriaux (voir ci-dessous)
- Émile Liétard (Dj' a pierdou Carolene)
- André Hancre (Tango walon, el djeu d' bale)
- Freddy Neufort (Alfred Neufort)
- Georges Fays (el vî pont d' Sambe)

…

## Quelques titres
- Les Copins
- Com'çi Com'ça ("Comment ça va" / "Commin ça va")
- A m'mariatche (Freddy Neufort)
- L'Assault du tram 7
- Ele mindjeut des buloques
- L'Accordeoneu (A. Pletinckx)
- Raculotons-nous (Jacques Bertrand)
- L'grande Eva
- Si dji sus v'nu
- Les djoueux d'cautes
- Dins les ruweles (François Loriaux)
- Les Celeris
- La Tchanson des verites (François Loriaux)
- L'flamind, 1957
- Marcinelle
- L'mitan d'in stron pou trwes francs
- El quezenne au mambourg (Jacques Bertrand)
- Kanifechtone
- Malaujîe tchanson
- In soret
- No pauve gate est creveye (François Loriaux)
- Dji su sauleye (François Loriaux)
- El Tchapia Lea
- Châlèrwè, qué sale payis (poème écrit par François Lemaire et enregistré par Bob Dechamps)